# Rey del Festival de Viña del Mar
El Rey del Festival Internacional de la Canción de Viña del Mar o Rey Feo del Festival fue el título entregado por la prensa especializada en espectáculos al hombre más destacado del festival viñamarino. 
Esta actividad se organizó de manera extraoficial por primera vez en el año 2005 por el programa Alfombra Roja de Canal 13, siendo el cantante español Javier Estrada elegido como primer monarca.
Entre la edición de 2018 y la de 2020, y en el proceso de su reestructuración de contenidos, el diario La Cuarta, organizador de la elección de la Reina del Festival, oficializa la elección conjunta de ambos monarcas del evento musical.

## Desarrollo
Desde el año 2005, y a petición de las periodistas acreditadas, se ha elegido al Rey del Festival de Viña del Mar. El primer soberano fue el cantante español Javier Estrada y desde esa fecha hasta el 2010 se eligió un rey por año, siempre de forma extraoficial. En los años venideros la elección no se llevó a cabo la elección, aludiendo problemas de organización por parte de las profesionales acreditadas. El concurso vuelve de manera oficial el año 2018 hasta el 2020, año en que se eligió al último Rey de Viña.
Entre los años 2021 y 2022 en consecuencia cancelación del festival no se pudo a llevarse a cabo producto de la Pandemia de COVID-19 a nivel mundial.
En febrero de 2023 se anunció la eliminación definitiva del Rey de Viña (asimismo la elección de una Reina tampoco se realizaría), ante la negativa del municipio encabezado por la alcaldesa Macarena Ripamonti, debido a la farandulización del evento. De esta manera los Reyes de Viña serían reemplazados por los «Embajadores del Festival», los cuales serían elegidos por el público general y la prensa acreditada del lugar, además tendrá como finalidad el volver a la tradición de premiar a los artistas oficiales del Festival y generar conciencia sobre temáticas que sean un aporte a la sociedad.
No obstante, debido a las críticas y al poco éxito de la elección de embajadores y embajadoras, en 2025 se regresó al formato clásico, eligiéndose nuevamente «reina» y «rey» del festival, con la novedad de que, al igual que los embajadores, serían elegidos por el público general y la prensa acreditada del certamen.

## Oficialización del evento
Dado el rechazo mediático que genera la "cosificación del cuerpo femenino", la búsqueda de equidad entre ambos sexos en la sociedad, del rechazo de grupos feministas al clásico "piscinazo" de la reina y al propio proceso de reestructuración de los contenidos en los que el medio organizador adopta un tono menos amarillista (reflejado entre otros, en la moderación de su lenguaje coloquial y el fin de la  circulación de la icónica "Bomba 4") , el diario La Cuarta informa que se oficializa también la elección de Rey del festival de forma conjunta con la de la Reina.
"Lo primero es que la gente sepa que, después de 40 años, ahora tendremos un rey y una reina, por lo tanto ahora la elección es de los reyes de Viña" es la declaración del director de La Cuarta, Sergio Marabolí, indicando además, entre otras condiciones, que los candidatos a reyes cumplirán con las mismas condiciones que las candidatas a reina, además que el famoso "piscinazo" será más recatado y será compartido en la misma ceremonia con la reina elegida.
Los candidatos para esta primera edición oficial inscritos son:
| País        | Candidato          | Ocupación                    | Participa en              | Canal       | Resultados    |
| ----------- | ------------------ | ---------------------------- | ------------------------- | ----------- | ------------- |
| Chile       | Matías Vega        | Panelista y Conductor Radial | Bienvenidos               | Canal 13    | Ganador       |
| Chile       | Michael Roldán     | Periodista                   | Hola Chile                | La Red      | 3.er lugar    |
| Chile       | Juan Pablo Ibáñez  | Conductor de TV              | The Lao                   | Vive TV     | Descalificado |
| Chile       | Patricio Sotomayor | Periodista                   | Fiebre de Viña            | Chilevisión | 2.º lugar     |
| Puerto Rico | David Leal         | Cantante                     | Competencia Internacional |             | 5.º lugar     |
| España      | Jorge González     | Cantante                     | Competencia Internacional |             | 4.º lugar     |

## Lista de ganadores
| Año  | Nombre                                          | País                                            | Canal                                           | |
| ---- | ----------------------------------------------- | ----------------------------------------------- | ----------------------------------------------- | --------------------------------------------------------------------------------------------------- |
| 2005 | Javier Estrada                                  | España                                          | -                                               | Concursante de la competencia internacional en dicho año.                                           |
| 2006 | Juan Falcón                                     | Cuba                                            | Canal 13                                        | Actor de telenovelas de Canal 13 en dicho año                                                       |
| 2007 | Felipe Avello                                   | Chile                                           | Canal 13                                        | Periodista y comediante                                                                             |
| 2008 | Jorge Alberti (actor)                           | Puerto Rico                                     | Canal 13                                        | Actor de las telenovelas Lola y Don Amor, ambas de Canal 13                                         |
| 2009 | Leo Rey                                         | Chile                                           | -                                               | Se presentó en el festival aquel año junto con sus compañeros de la banda La Noche en ese entonces. |
| 2010 | Américo (cantante)                              | Chile                                           | -                                               | Se presentó en el festival aquel año como artista invitado.                                         |
| 2018 | Matías Vega Rojas                               | Chile                                           | Canal 13                                        | Panelista de Bienvenidos                                                                            |
| 2019 | Hernán Arcil                                    | Chile                                           | TVN                                             | Bailarín del programa Rojo, el color del talento TVN                                                |
| 2020 | Matías Falcón                                   | Chile                                           | TVN                                             | Bailarín del programa Rojo, el color del talento TVN                                                |
| 2021 | No se realizó debido a la Pandemia de COVID-19. | No se realizó debido a la Pandemia de COVID-19. | No se realizó debido a la Pandemia de COVID-19. | No se realizó debido a la Pandemia de COVID-19.                                                     |
| 2022 | No se realizó debido a la Pandemia de COVID-19. | No se realizó debido a la Pandemia de COVID-19. | No se realizó debido a la Pandemia de COVID-19. | No se realizó debido a la Pandemia de COVID-19.                                                     |
| 2023 | José Luis Reppening                             | Chile                                           | Canal 13                                        | Panelista de Bienvenidos- Titulado "embajador" de Viña del Mar                                      |
| 2024 | Nicolás Solabarrieta                            | Chile                                           | Canal 13                                        | Exparticipante de ¿Ganar y servir?- Titulado "embajador de Viña del mar                             |
| 2025 | Camilo González                                 | Chile                                           | Prensa Chilena                                  | Comunicador y fundador del medio digital Prensa Chilena.                                            |

### Ganadores por país
| País        | # | Año                                                  |
| ----------- | - | ---------------------------------------------------- |
| Chile       | 9 | 2007, 2009, 2010, 2018, 2019, 2020, 2023, 2024, 2025 |
| Cuba        | 1 | 2006                                                 |
| España      | 1 | 2005                                                 |
| Puerto Rico | 1 | 2008                                                 |